# Stratonice (moglie di Antigono)
Stratonice (floruit 337 a.C.-301 a.C.) fu una donna macedone, moglie del diadoco Antigono Monoftalmo e madre del sovrano Demetrio Poliorcete.
Era la figlia di Correo, un macedone; sposò Antigono Monoftalmo, da cui ebbe due figli, Demetrio Poliorcete (337 a.C.) e Filippo, morto nel 306 a.C. Nel 320 a.C. entrò in negoziati col generale Docimo, il quale si era rinchiuso in una fortezza della Frigia insieme ad altri sostenitori di Perdicca: Stratonice lo convinse ad abbandonare la fortezza, e Docimo fu catturato e imprigionato.
Alla vigilia della battaglia di Ipso (301 a.C.), Stratonice si recò in Cilicia; dopo la sconfitta e la morte di Antigono nello scontro, fuggì a Cipro insieme a Demetrio; qui probabilmente morì, in quanto nulla si dice di lei quando, qualche tempo più tardi, l'isola fu conquistata da Tolomeo I.